# متیله‌شدن دی‌ان‌ای

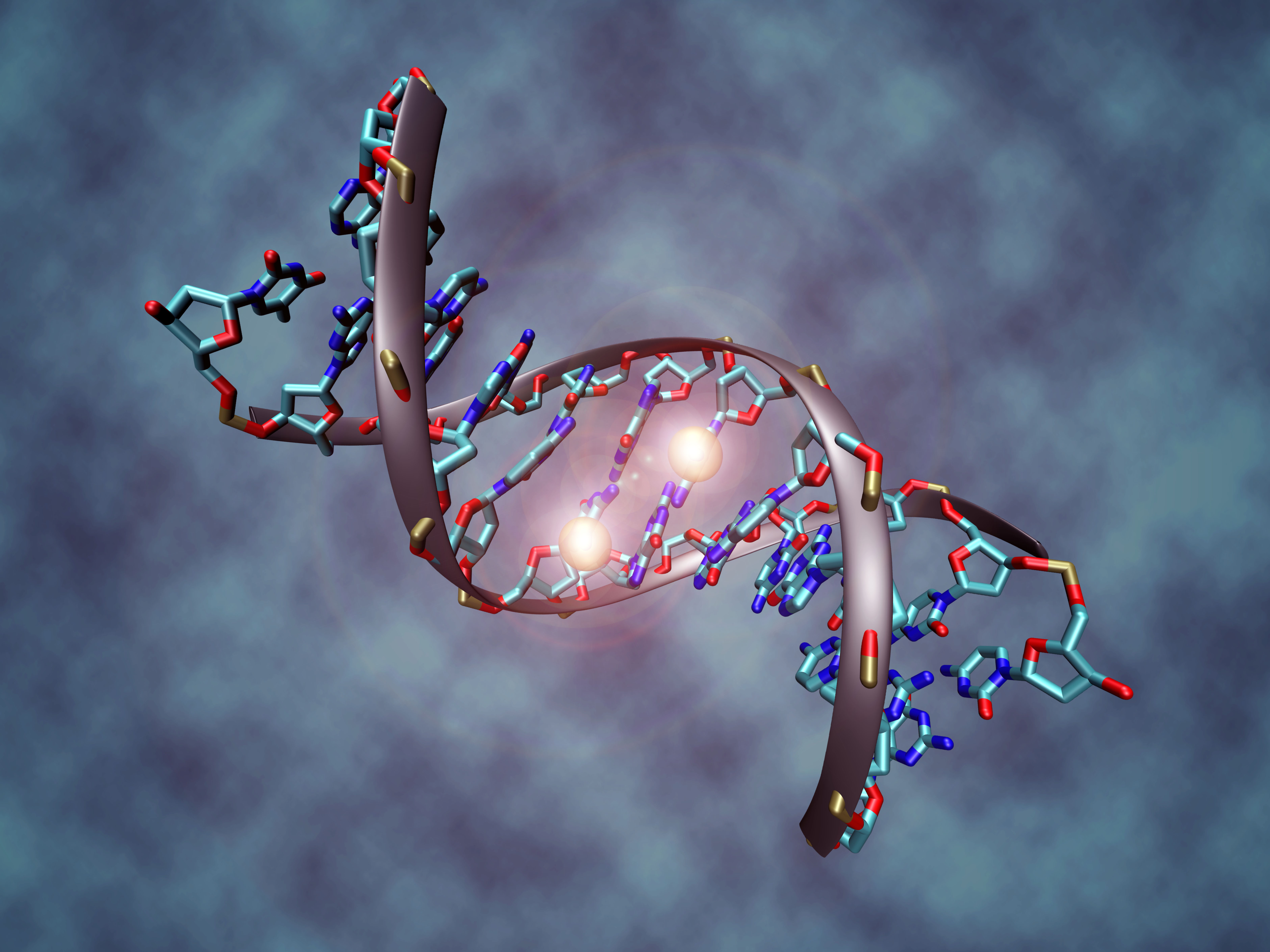
نگاره نمایش مولکولی از یک دی‌ان‌ای است که متیل‌دار می‌شود. دو حوزه سفید نشانگر گروه متیل است. آنها به دو سیتوزین نوکلئوتید پیوند مولکولی شده‌اند تا توالی دی‌ان‌ای را تشکیل دهند. در یک نمونه از ساماندهی بیان ژن، این توالی دی‌ان‌ای در درون یک ژن انجام می‌گیرد، و متیله‌شئن بیان ژن را متوقف خواهد کرد. متیله‌شدن دی‌ان‌ای نقش مهمی برای اپی‌ژنتیک در اپی‌ژنتیک تنظیم ژن و رویان‌زایی و بیماری بازی می‌کند.

متیله‌شدن دی‌ان‌ای، متیلاسیون دی‌ان‌ای یا متیل‌دار شدن دی‌ان‌ای (به انگلیسی: DNA methylation)، یک فرایند بیوشیمیایی است که در رشد و نمو عادی جانداران رده بالا دارای اهمیت می‌باشد. در این فرایند، یک گروه متیل به موقعیت ۵ حلقه پیریمیدین سیتوزین یا به نیتروژن شماره ۶ حلقه پورین آدنین اضافه می‌شود. این تغییرها می‌تواند از طریق تقسیمات سلولی به ارث برسند (به نسل بعد منتقل شوند).
متیله‌شدن دی‌ان‌ای نقشی تعیین‌کننده در رشد و نمو عادی و نیز تمایز سلولی جانداران رده بالا دارد و الگوی بیان ژن‌ها را در سلول‌ها تغییر می‌دهد. برای مثال سلول‌هایی که در طی نمو جنینی برنامه‌ریزی شده‌اند که جزایر پانکراس (لانگرهانس) باشند، در کل زندگی موجود به همان صورت باقی می‌مانند، بدون وجود هر گونه علامتی که این وظیفه را به آن‌ها یادآوری نماید.
متیله‌شدن دی‌ان‌ای هنگام تشکیل تخم (نطفه) به گونه‌ای خارج شده و هنگام تقسیم سلولی بار دیگر ایجاد می‌شوند. آخرین پژوهش‌ها نشان می‌دهد که در هنگام تشکیل تخم افزوده شدن گروه OH (هیدروکسیله شدن) به گروه‌های متیل رخ می‌دهد نه اینکه گروه‌های متیل به‌طور کامل خارج شوند.